# Svetovno prvenstvo v veslanju 2010
Svetovno prvenstvo v veslanju 2010 je 39. svetovno prvenstvo v veslanju, ki se je odvijalo na jezeru Karapiro v bližini Cambridga na Novi Zelandiji med 9. oktobom in 7. novembrom 2010 pod okriljem Mednarodne veslaške zveze (FISA). 

## Dobitniki medalj

### Moški
| Disciplina: | Zlato: | Čas     | Srebro: | Čas     | Bron: | Čas     |
| M1x         | Češka Ondřej Synek | 6:47.49 | Nova Zelandija Mahe Drysdale | 6:49.42 | Združeno kraljestvo · Alan Campbell | 6:49.83 |
| M2x         | Nova Zelandija Nathan Cohen Joseph Sullivan | 6:22.63 | Združeno kraljestvo · Matthew Wells · Marcus Bateman | 6:24.21 | Francija · Cedric Berrest · Julien Bahain | 6:28.54 |
| M4x         | Hrvaška · David Šain · Martin Sinković · Damir Martin · Valent Sinković                                                                                            | 6:15.78 | Italija Luca Agamennoni Simone Venier Matteo Stefanini Simone Raineri                                                                                         | 6:17.04 | Avstralija · Karsten Forsterling · David Crawshay · James McRae · Daniel Noonan                                                                                                | 6:18.93 |
| M2+         | Avstralija · Christopher Morgan · Dominic Grimm · David Webster | 7:03.32 | Italija Paolo Perino Pierpaolo Frattini Andrea Lenzi | 7:04.38 | Nemčija · Maximilian Munski · Philip Adamski · Albert Kowert | 7:06.20 |
| M2-         | Nova Zelandija Eric Murray Hamish Bond | 6:30.16 | Združeno kraljestvo · Peter Reed · Andrew Triggs-Hodge | 6:30.48 | Grčija Georgios Tziallas Ioannis Christou | 6:36.00 |
| M4-         | Francija · Jean-Baptiste Macquet · Germain Chardin · Julien Despres · Dorian Mortelette                                                                            | 6:45.38 | Grčija Stergios Papachristos Ioannis Tsilis Nikolaos Gkountoulas Apostolos Gkountoulas                                                                        | 6:47.15 | Nova Zelandija Jade Uru Simon Watson Hamish Burson David Eade | 6:48.38 |
| M8+         | Nemčija · Gregor Hauffe · Maximilian Reinelt · Kristof Wilke · Florian Mennigen · Richard Schmidt · Lukas Müller · Toni Seifert · Sebastian Schmidt · Martin Sauer | 5:33.84 | Združeno kraljestvo · Tom Broadway · James Clarke · Cameron Nichol · James Foad · Mohamed Sbihi · Gregory Searle · Tom Ransley · Daniel Ritchie · Phelan Hill | 5:34.46 | Avstralija · William Lockwood · Matthew Ryan · Francis Hegerty · Cameron McKenzie-McHarg · James Marburg · Samuel Loch · Nicholas Purnell · Joshua Dunkley-Smith · Toby Lister | 5:35.96 |
| LM1x        | Italija Marcello Miani | 7:05.82 | Slovaška Lukáš Babač | 7:08.19 | Madžarska Peter Galambos | 7:09.86 |
| LM2x        | Združeno kraljestvo · Zac Purchase · Mark Hunter | 7:13.47 | Italija Lorenzo Bertini Elia Luini | 7:15.88 | Nova Zelandija Storm Uru Peter Taylor | 7:18.31 |
| LM4x        | Nemčija · Jonathan Koch · Lars Wichert · Linus Lichtschlag · Lars Hartig                                                                                           | 6:11.44 | Francija · Alexandre Pilat · Pierre-Etienne Pollez · Stany Delayre · Frederic Dufour                                                                          | 6:14.02 | Danska Steffen Jensen Martin Batenburg Christian Nielsen Hans Christian Soerensen                                                                                              | 6:14.94 |
| LM2-        | Francija · Fabien Tilliet · Jean-Christophe Bette | 7:18.92 | Nova Zelandija Graham Oberlin-Brown James Lassche | 7:21.29 | Kanada · Matt Jensen · Rares Crisan | 7:23.79 |
| LM4-        | Združeno kraljestvo · Richard Chambers · Paul Mattick · Rob Williams · Chris Bartley                                                                               | 6:10.71 | Avstralija · Anthony Edwards · Samuel Beltz · Blair Tunevitsch · Todd Skipworth                                                                               | 6:10.78 | Ljudska republika Kitajska Li Lei Yu Chenggang Huang Zhe Li Zhongwei | 6:10.79 |
| LM8+        | Nemčija · Daniel Wisgott · Robby Gerhardt · Jan Lueke · Lars Wichert · Jochen Kuehner · Bastian Seibt · Jost Schoemann-Finck · Martin Kuehner · Albert Kowert      | 5:48.61 | Avstralija · Ross Brown · Angus Tyers · Blair Tunevitsch · Alister Foot · Nicholas Baker · Darryn Purcell · Thomas Bertrand · Perry Ward · David Webster      | 5:50.27 | Italija Luigi Scala Davide Riccardi Luca De Maria Armando Dell'Aquila Matteo Pinca Gennaro Gallo Livio La Padula Bruno Mascarenhas Vincenzo Di Palma                           | 5:52.24 |

### Ženske
| Disciplina: | Zlato: | Čas     | Srebro: | Čas     | Bron: | Čas     |
| W1x         | Švedska Frida Svensson | 7:47.61 | Belorusija Ekaterina Karsten | 7:47.79 | Nova Zelandija Emma Twigg | 7:49.64 |
| W2x         | Združeno kraljestvo · Anna Watkins · Katherine Grainger                                                                                                | 7:04.70 | Avstralija · Kerry Hore · Kim Crow | 7:10.08 | Poljska Magdalena Fularczyk Julia Michalska | 7:14.40 |
| W4x         | Združeno kraljestvo · Debbie Flood · Beth Rodford · Frances Houghton · Annabel Vernon                                                                  | 7:12.78 | Ukrajina Kateryna Tarasenko Olena Buryak Anastasiia Kozhenkova Yana Dementieva                                                                                            | 7:14.95 | Nemčija · Britta Oppelt · Carina Baer · Tina Manker · Julia Richter                                                                                   | 7:15.26 |
| W2-         | Nova Zelandija Juliette Haigh Rebecca Scown | 7:17.12 | Združeno kraljestvo · Helen Glover · Heather Stanning | 7:20.24 | ZDA · Zsuzsanna Francia · Erin Cafaro | 7:22.46 |
| W4-         | Nizozemska Chantal Achterberg Nienke Kingma Carline Bouw Femke Dekker                                                                                  | 7:21.09 | Avstralija · Sarah Heard · Sarah Cook · Pauline Frasca · Kate Hornsey | 7:23.99 | ZDA · Mara Allen · Grace Luczak · Adrienne Martelli · Alison Cox                                                                                      | 7:24.56 |
| W8+         | ZDA · Anna Goodale · Amanda Polk · Jamie Redman · Taylor Ritzel · Esther Lofgren · Eleanor Logan · Meghan Musnicki · Katherine Glessner · Mary Whipple | 6:12.42 | Kanada · Emma Darling · Cristy Nurse · Janine Hanson · Rachelle De Jong · Krista Guloien · Ashley Brzozowicz · Darcy Marquardt · Andreanne Morin · Lesley Thompson-Willie | 6:16.12 | Romunija Roxana Cogianu Ionela Zaharia Maria Diana Bursuc Ioana Craciun Adelina Cojocariu Nicoleta Albu Camelia Lupascu Eniko Mironcic Teodora Stoica | 6:18.96 |
| LW1x        | Nemčija · Marie-Louise Draeger | 7:43.45 | Nova Zelandija Louise Ayling | 7:48.48 | Italija Laura Milani | 7:49.04 |
| LW2x        | Kanada · Lindsay Jennerich · Tracy Cameron | 8:06.20 | Nemčija · Daniela Reimer · Anja Noske | 8:07.33 | Grčija Christina Giazitzidou Alexandra Tsiavou | 8:09.14 |
| LW4x        | Nemčija · Lena Mueller · Daniela Reimer · Anja Noske · Marie-Louise Draeger                                                                            | 6:44.94 | ZDA · Victoria Burke · Kristin Hedstrom · Ursula Grobler · Abelyn Broughton                                                                                               | 6:47.99 | Ljudska republika Kitajska Yan Shimin Wang Xinnan Liu Jing Liu Tingting                                                                               | 6:49.50 |

### Invalidi
| Disciplina: | Zlato:                                                                                       | Čas     | Srebro:                                                                                               | Čas     | Bron:                                                                                          | Čas     |
| ASM1x       | Združeno kraljestvo · Tom Aggar                                                              | 5:19.36 | Ukrajina Andrii Kryvchun                                                                              | 5:32.67 | Nova Zelandija Daniel McBride                                                                  | 5:33.39 |
| ASW1x       | Francija · Nathalie Benoit                                                                   | 6:43.18 | Brazilija Claudia Santos                                                                              | 6:47.60 | Portugalska Filomena Franco                                                                    | 7:37.46 |
| TAMx2x      | Ukrajina Dmytro Ivanov Iryna Kyrychenko                                                      | 4:24.71 | Francija · Stephane Tardieu · Perle Bouge                                                             | 4:28.05 | Avstralija · Grant Bailey · Kathryn Ross                                                       | 4:28.16 |
| IDMx4+      | Hongkong Liu Wang Sin Lam King Shan Szeto Tung Chun Tsui Kwok Man Lee Yuen Wah               | 4:09.58 | Italija Giorgia Indelicato Elisabetta Tieghi Francesco Borsani Matteo Brunengo Andrea Lenzi           | 4:30.37 | Rusija · Iulia Zhdanova · Olga Orlova · Boris Maximov · Gennady Mikhaylov · Irina Kostyukhina  | 5:00.28 |
| LTAMx4+     | Kanada · Anthony Theriault · Meghan Montgomery · Victoria Nolan · David Blair · Laura Comeau | 3:36.53 | Združeno kraljestvo · Kelsie Gibson · Ryan Chamberlain · James Roe · Katherine Jones · Rhiannon Jones | 3:37.08 | Nemčija · Christiane Quirin · Michael Schulz · Martin Lossau · Anke Molkenthin · Katrin Splitt | 3:39.65 |

## Medalje po državah

### Moški in ženske
| Mesto  | Država                     |    |    |    | Skupaj |
| ------ | -------------------------- | -- | -- | -- | ------ |
| 1      | Nemčija                    | 5  | 1  | 2  | 8      |
| 2      | Združeno kraljestvo        | 4  | 4  | 1  | 9      |
| 3      | Nova Zelandija             | 3  | 3  | 3  | 9      |
| 4      | Francija                   | 2  | 1  | 1  | 4      |
| 5      | Avstralija                 | 1  | 4  | 2  | 7      |
| 6      | Italija                    | 1  | 3  | 2  | 6      |
| 7      | ZDA                        | 1  | 1  | 2  | 4      |
| 8      | Kanada                     | 1  | 1  | 1  | 3      |
| 9      | Hrvaška                    | 1  | 0  | 0  | 1      |
| 9      | Češka                      | 1  | 0  | 0  | 1      |
| 9      | Nizozemska                 | 1  | 0  | 0  | 1      |
| 9      | Švedska                    | 1  | 0  | 0  | 1      |
| 13     | Grčija                     | 0  | 1  | 2  | 3      |
| 14     | Belorusija                 | 0  | 1  | 0  | 1      |
| 14     | Slovaška                   | 0  | 1  | 0  | 1      |
| 14     | Ukrajina                   | 0  | 1  | 0  | 1      |
| 17     | Ljudska republika Kitajska | 0  | 0  | 2  | 2      |
| 18     | Danska                     | 0  | 0  | 1  | 1      |
| 18     | Madžarska                  | 0  | 0  | 1  | 1      |
| 18     | Poljska                    | 0  | 0  | 1  | 1      |
| 18     | Romunija                   | 0  | 0  | 1  | 1      |
| Skupaj | Skupaj                     | 22 | 22 | 22 | 66     |

### Invalidi
| Mesto  | Država              |   |   |   | Skupaj |
| ------ | ------------------- | - | - | - | ------ |
| 1      | Francija            | 1 | 1 | 0 | 2      |
| 1      | Združeno kraljestvo | 1 | 1 | 0 | 2      |
| 1      | Ukrajina            | 1 | 1 | 0 | 2      |
| 4      | Kanada              | 1 | 0 | 0 | 1      |
| 4      | Hongkong            | 1 | 0 | 0 | 1      |
| 6      | Brazilija           | 0 | 1 | 0 | 1      |
| 6      | Italija             | 0 | 1 | 0 | 1      |
| 8      | Avstralija          | 0 | 0 | 1 | 1      |
| 8      | Nemčija             | 0 | 0 | 1 | 1      |
| 8      | Nova Zelandija      | 0 | 0 | 1 | 1      |
| 8      | Portugalska         | 0 | 0 | 1 | 1      |
| 8      | Rusija              | 0 | 0 | 1 | 1      |
| Skupaj | Skupaj              | 5 | 5 | 5 | 15     |